# Ígor Grídnev
Ígor Grídnev –en ruso, Игорь Гриднев– (11 de agosto de 1985) es un deportista ruso que compitió en esgrima, especialista en la modalidad de florete. Ganó una medalla de plata en el Campeonato Europeo de Esgrima de 2008, en la prueba por equipos.

## Palmarés internacional
| Campeonato Europeo | Campeonato Europeo | Campeonato Europeo | Campeonato Europeo  |
| Año                | Lugar              | Medalla            | Prueba              |
| ------------------ | ------------------ | ------------------ | ------------------- |
| 2008               | Kiev (Ucrania)     | Medalla de plata   | Florete por equipos |